# Olímpia Futebol Clube
Olímpia Futebol Clube é uma agremiação esportiva da cidade de Olímpia, interior do estado de São Paulo. Foi fundada em 5 de dezembro de 1946 e suas cores são o azul e o branco. 
As três estrelas no escudo representam os dois títulos da Série A3 do Campeonato Paulista de 2000 e 2007 (na cor prata) e o título da Série A2 de 1990 (na cor dourada).
Tradicional clube do interior paulista, o Galo Azul do Noroeste Paulista teve seu auge a nível estadual em 1990, quando conquistou o título da Divisão Especial (atual Série A2) e o direito de disputar a elite do futebol paulista, deixando para trás tradicionais equipes, dentre elas o vice-campeão Rio Branco, da cidade de Americana. Já em 2000, a nível nacional, disputou o Módulo Branco (Série C) do Campeonato Brasileiro, naquele ano com o nome de Copa João Havelange, terminando na 67º colocação, em uma campanha excelente.
É o clube onde o ex-zagueiro Juninho Fonseca, do Corinthians e da Seleção Brasileira, encerrou a carreira.

## História
Fundado oficialmente em 1919, a equipe representava a cidade apenas em torneios regionais. Em 1936, passa a se chamar Associação Atlética Olímpia, voltando ao nome original em 1946. Em 1950, o time se profissionaliza e passa a disputar os campeonatos organizados pela Federação Paulista de Futebol. Em 1953, com a lei que obrigava as cidades com clubes na Segunda Divisão (atual A2) a ter pelo menos 50 mil habitantes, o Olímpia é retirado, passando a disputar os torneios amadores do interior, chegando em terceiro lugar, em 1955. A equipe voltou ao profissionalismo em 1960, passou por uma fase difícil nos anos 1970 e se consolidou nos anos 1980.[carece de fontes?]
Em 1990, em face das grandes dificuldades para se manter na Terceira Divisão (atual A-3), a diretoria do Olímpia tenta licenciar o time naquele ano junto a F.P.F., mas tem seu pedido negado, inclusive sofrendo a ameaça de ser novamente rebaixado à Segunda Divisão. Os organizadores da cidade juntaram esforços para montar o time, e esse time acabou dando a maior alegria vivida até hoje pelos torcedores: venceu a Segunda Divisão e, pela primeira vez, o Olímpia Futebol Clube adquire o direito de ingressar na Primeira Divisão (atual A1), a elite do futebol paulista. A equipe permaneceu por três anos consecutivos nesta divisão.[carece de fontes?]
Em 2000, depois de conseguir um patrocínio forte, o Olímpia com uma campanha maravilhosa sagra-se campeão do Paulista da Série A3; o técnico campeão foi Souza. Em seguida disputa a Série A-2 no mesmo ano ficando de fora da finais na última rodada. Ainda em 2000, disputa a Copa João Havelange (Campeonato Brasileiro Série C), outra campanha excelente o time chegou até a Semi-Final, ficando perto de classificar-se para as Oitavas-de-Final da Primeira Divisão do Brasileiro daquele ano, e ainda de ganhar uma vaga na Série B do Campeonato Brasileiro. O Olímpia jogou 24 jogos, venceu 10, empatou 9 e perdeu apenas 5 partidas, terminando assim na 67° posição na Classificação Geral com 31 gols marcados e 21 gols sofridos. Em 2007, o Olímpia Futebol Clube conquista o título de Campeão Paulista da Série A3.[carece de fontes?]
No ano de 2008, o Galo Azul voltou a disputar o Campeonato Paulista da A2, mas infelizmente com uma campanha pífia o time desce novamente à A3. Em 2009, disputando a A3, o Olímpia FC fica nas posições intermediárias e em 2010, o inevitável rebaixamento para a última divisão do Campeonato Paulista, a chamada Segunda Divisão. Em 2011, foi firmada parceria com uma grande empresa e o acesso foi por pouco, terminando o Olímpia em oitavo, onde apenas 4 ascenderam à A3.
No ano de 2012, o Galo Azul novamente chegou perto do acesso, terminando em sétimo lugar. Nos dois anos seguintes, mais duas grandes performances em números, mas sem o esperado acesso. Somente em 2015 a torcida da cidade pôde comemorar a volta para a Série A3 depois da equipe terminar em segundo lugar no Grupo 5 da última divisão. Após cinco anos de ausência, o Galo Azul volta a jogar a terceira divisão estadual em 2016.[carece de fontes?]
Em 2022, o Olímpia acabou sendo rebaixado para a Segunda Divisão do Campeonato Paulista, equivalente ao quarto e último nível do futebol estadual.
A partir de 2024,  Passou a ser equivalente, a 5ª divisão do Campeonato Paulista. 

## Rivais
No cenário do futebol do interior paulista, são considerados os maiores adversários do Galo Azul: o Barretos Esporte Clube, o Rio Preto Futebol Clube, o América Futebol Clube, o Atlético Monte Azul e a Associação Atlética Internacional.[carece de fontes?]

## Títulos
| ESTADUAIS | ESTADUAIS                      | ESTADUAIS | ESTADUAIS                                         |
|           | Competição                     | Títulos   | Temporadas                                        |
| --------- | ------------------------------ | --------- | ------------------------------------------------- |
|           | Campeonato Paulista – Série A2 | 1         | 1990[carece de fontes?]                           |
|           | Campeonato Paulista – Série A3 | 2         | 2000[carece de fontes?] e 2007[carece de fontes?] |

Também foi campeão da Série Cafeeira do estado de São Paulo em 1961.

### Campanhas de destaque
| DESTAQUES                             | DESTAQUES                             |
| Competição                            | Resultados                            |
| ------------------------------------- | ------------------------------------- |
| Campeonato Paulista – Segunda Divisão | 3º colocado (2015)[carece de fontes?] |

| Aumento | Promovido à divisão superior |

## Estatísticas

### Participações
|  | Participações em 2025 |

| Competição | Competição          | Temporadas | Melhor campanha                      | Anos                                                                                | A | R |
| São Paulo  | Campeonato Paulista | 3          | 17º colocado (1992)                  | 1991-1993                                                                           |   | 1 |
| São Paulo  | Série A2            | 19         | Campeão (1990)                       | 1950-1952, 1973, 1975-1976, 1989-1990, 1994-1996, 2000-2006 e 2008                  | 1 | ? |
| São Paulo  | Série A3            | 31         | Campeão (2000 e 2007)                | 1961-1971, 1974, 1977-1978, 1982, 1986-1988, 1997-2000, 2007, 2009-2010 e 2016-2022 | ? | 1 |
| São Paulo  | Série A4            | 7          | 3º colocado (2015)                   | 1960 e 2011-2015, 2023                                                              | ? | 1 |
| São Paulo  | Segunda Divisão     | 2          | 14º colocado (2024)                  | 2024-2025                                                                           | – |   |
| São Paulo  | Copa Paulista       | 6          | Quartas de final (2003, 2007 e 2018) | 2001, 2003, 2006-2007, 2016 e 2018                                                  |   |   |
| Brasil     | Série C             | 1          | 6º colocado (2000)                   | 2000                                                                                | – | – |

### Últimas dez temporadas
Legenda:
| Campeão Vice-campeão Eliminado nas semifinais | Campeão e promovido à divisão superior Vice-campeão e/ou promovido à divisão superior Rebaixado à divisão inferior | Classificado à fase de grupos da Copa Libertadores Classificado à fase preliminar da Copa Libertadores Classificado à Copa Sul-Americana Campeão do Campeonato do Interior |

### Retrospecto em competições oficiais
Última atualização: Série C de 2000.
| Competição | Competição | Temporadas | Títulos | Pts. | J  | V  | E | D | GP | GC |
| ---------- | ---------- | ---------- | ------- | ---- | -- | -- | - | - | -- | -- |
| Brasil     | Série C    | 1          | —       | 39   | 24 | 10 | 9 | 5 | 29 | 21 |